# Monoid
U apstraktnoj algebri monoid je algebarska struktura s jednom asocijativnom binarnom operacijom i neutralnim elementom.

## Definicija
Monoid je skup M s binarnom operacijom * : M × M → M, te za koji vrijede sljedeći aksiomi:
- Zatvorenost: {\displaystyle (\forall a,b\in M),\ a*b\in M} (za svake a i b iz M, a*b je također u M)
- Asocijativnost: {\displaystyle (\forall a,b,c\in M),\ (a*b)*c=a*(b*c)}
- Neutralni element: {\displaystyle (\exists e\in M)\ (\forall a\in M)\ (a*e=e*a=a)} (postoji element e iz M, takav da je za svaki a iz M vrijedi a*e = e*a = a.)

Također možemo reći da je monoid polugrupa s neutralnim elementom.
Monoid zadovoljava sve aksiome grupe osim postojanja inverza. 

## Primjeri
- Svaki jednočlani skup {x} tvori monoid koji ima samo jedan element. Za fiksirani x je taj monoid jedinstven jer aksiomi monoida zahtijevaju da u ovom slučaju bude x*x = x.
- Svaka grupa je monoid.
- Svaka polugrupa S se može pretvoriti u monoid tako da joj dodamo element e koji nije u S i definiramo e*e = e i e*s = s*e = s, za svaki s ∈ S.
- Neka je S skup. Tada je skup svih funkcija S → S s operacijom kompozicije funkcija monoid. Neutralni element je funkcija identiteta, tj.
f : S → S takva da je f(s) = s, za svaki s ∈ S.

## Svojstva
- Izravno iz definicije se može pokazati da je neutralni element jedinstven:

Pretpostavimo da postoje dva neutralna elementa, e1 i e2. Tada je: e1 = e1*e2 = e2